# 文英吉
文 英吉（かざり えいきち、1890年 - 1957年）は、日本の郷土史家、奄美民俗研究家。号は潮光。奄美大島三方村大熊（現在の奄美市名瀬大熊）生まれ。
1928年12月（昭和3年）地方無産党の奄美新興同志会を結成、委員長となる。「大島朝日新聞」編集長を務め、雑誌「南島」を創刊。奄美博物館主事、奄美図書館長、奄美大島復帰協議会副議長、奄美日米文化会館長を歴任。のちに奄美史談会を設立。メンバーには文英吉の他、大山麟五郎、田畑英勝、平和人、島尾敏雄がいた。「野茶坊物語」「神父さん群像」を南日本新聞に連載。

## 著書
- 1933年（昭和8年）『奄美大島民謡大観』（南島文化研究社）を公刊。（1983年復刻、自家版）
- 1954年（昭和29年）『奄美大島民謡曲譜集』を長男文紀雄と共著公刊。
- 1957年（昭和32年）『奄美大島物語』公刊。
- 1966年（昭和41年）改訂増補版『奄美民謡大観』（自家版）
- 続『奄美大島物語』未刊行。